# Malvastrum spicatum
Malvastrum spicatum là một loài thực vật có hoa trong họ Cẩm quỳ. Loài này được Willd. mô tả khoa học đầu tiên năm 1935.